# Resolutie 1921 Veiligheidsraad Verenigde Naties
Resolutie 1921 van de Veiligheidsraad van de Verenigde Naties werd op 12 mei 2010 unaniem aangenomen door de VN-Veiligheidsraad, en verlengde op vraag van het land zelf de VN-missie in Nepal met vier maanden.

## Achtergrond
Toen de Communistische Partij van Nepal, of de maoïsten, in 1996 uitgesloten werd, nam ze de wapens op tegen de autoritaire monarchie die Nepal toen was, met als doel de stichting van een volksrepubliek. Dit conflict duurde tot 2006 en kostte zo'n 13.000 levens. In november 2006 werd een vredesakkoord gesloten en op vraag van Nepal werd in januari 2007 de VN-Missie in Nepal opgericht om op de uitvoering ervan toe te zien. Eind 2007 besloot het Nepalese parlement de monarchie af te schaffen en werd het land een republiek.

## Inhoud
De Veiligheidsraad herinnerde aan zijn eerdere resoluties 1909, 1879, 1864, 1825, 1879, 1769 en 1740 en aan de verklaring van zijn voorzitter van 5 mei 2009 (S/PRST/2009/12). Er werd ook herinnerd aan de op 21 november 2006 getekende brede vredesovereenkomst. De Raad bleef het vredesproces in Nepal ondersteunen middels de uitvoering van deze en latere overeenkomsten, in het bijzonder die van 25 juni 2008.
Al in 2006 hadden de regering en de maoïsten in Nepal een vredesakkoord gesloten. Het Nepalese volk wenste nu het herstel van de vrede en de democratie. Op 28 mei 2010 verliep de einddatum voor de afkondiging van een nieuwe democratische grondwet, maar tot nu toe was hierover nog geen politieke consensus. Men was ook bezorgd over de stijgende spanningen in het land.
De Raad herbevestigde de soevereiniteit, territoriale integriteit en politieke onafhankelijkheid van Nepal en het Nepalese eigendomsrecht op uitvoering van de brede vredesovereenkomst en latere overeenkomsten, en erkende ook het sterke verlangen van het Nepalese volk naar vrede en democratie.
Secretaris-generaal Ban Ki-moon had de partijen opgeroepen om werk te maken van de uitvoering van de gesloten akkoorden en vond de VN-missie in Nepal, UNMIN, welgeplaatst om te helpen toezien op de wapens en militairen zoals in het vredesakkoord was voorzien. Twee fasen in het proces waren reeds voltooid. Het verslag van de secretaris-generaal van 28 april 2010 werd verwelkomd.
De Veiligheidsraad nam nota van de brief van de Nepalese regering aan de secretaris-generaal van 5 mei 2010, waarin de bijdragen van UNMIN werden erkend en het mandaat van de missie werd verlengd tot 15 september 2010. De Raad erkende dat er speciaal moet worden gedacht aan het belang dat vrouwen, kinderen en traditioneel gemarginaliseerde groepen hadden bij het vredesproces. De Raad erkende ook dat straffeloosheid moest worden tegengegaan en dat de mensenrechten moesten worden beschermd en de capaciteit van onafhankelijke nationale mensenrechteninstellingen moest worden ondersteund. De burgermaatschappij kon een belangrijke rol spelen bij de overgang naar een democratie en het voorkomen van conflicten.
Zoals door Nepal zelf was gevraagd, besloot de Veiligheidsraad het mandaat van de UNMIN-missie – die was opgericht met resolutie 1740 in 2007 – te verlengen tot 15 september 2010. Alle partijen werden opgeroepen gebruik te maken van UNMIN's expertise teneinde het vredesproces te ondersteunen. Ook moesten de Nepalese regering en de Verenigde Communistische Partij een actieplan opstellen voor de integratie en rehabilitatie van maoïstische militairen. De Raad benadrukte dat de huidige regelingen bedoeld waren als tijdelijke maatregelen, niet als oplossingen voor de lange termijn. De UNMIN-missie zelf moest beginnen met de voorbereiding van haar terugtrekking.
De secretaris-generaal werd opgeroepen om op 1 september 2010 verslag uit te brengen over de uitvoering van deze resolutie en de Raad besloot om op de hoogte te blijven.

## Verwante resoluties
- Resolutie 1879 Veiligheidsraad Verenigde Naties (2009)
- Resolutie 1909 Veiligheidsraad Verenigde Naties
- Resolutie 1939 Veiligheidsraad Verenigde Naties

Lijst ·  1908 ·  1909 ·  1910 ·  1911 ·  1912 ·  1913 ·  1914 ·  1915 ·  1916 ·  1917 ·  1918 ·  1919 ·  1920 ·  1921 ·  1922 ·  1923 ·  1924 ·  1925 ·  1926 ·  1927 ·  1928 ·  1929 ·  1930 ·  1931 ·  1932 ·  1933 ·  1934 ·  1935 ·  1936 ·  1937 ·  1938 ·  1939 ·  1940 ·  1941 ·  1942 ·  1943 ·  1944 ·  1945 ·  1946 ·  1947 ·  1948 ·  1949 ·  1950 ·  1951 ·  1952 ·  1953 ·  1954 ·  1955 ·  1956 ·  1957 ·  1958 ·  1959 ·  1960 ·  1961 ·  1962 ·  1963 ·  1964 ·  1965 ·  1966